# Het ABC van de VRT
Het ABC van de VRT was een 25 minuten durend humoristisch archiefprogramma van productiehuis Telesaurus dat aaneengepraat werd door de stem van Chris Dusauchoit. In de eerste reeks (20 afleveringen) stonden er elke aflevering 1 of 2 letters van het alfabet centraal. In de tweede reeks (9 afleveringen) doorworstelde men elke aflevering het volledige alfabet.
Het programma werd uitgezonden op Eén en was vergelijkbaar met andere archiefprogramma als De leukste eeuw en Alles voor de Show.